# Max Leenhardt

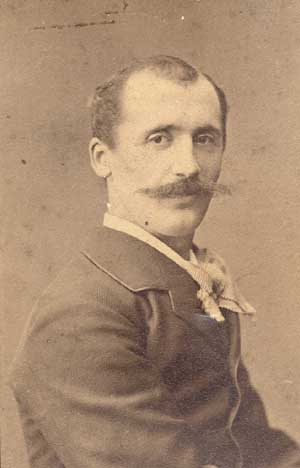
Max Leenhardt (vor 1900)

Michel Maximilien Leenhardt, genannt Max Leenhardt, (* 2. April 1853 in Montpellier, Département Hérault; † 15. Mai 1941 in Clapiers, Département Hérault) war ein französischer Maler.

## Leben
Leenhardt entstammte einer wohlhabenden Familie mit schweizerischen Wurzeln. Sein Vater war Bankier in Montpellier. Sein etwas älterer Cousin, der Maler Eugène Burnand (1850–1921) war ihm nach eigenem Bekunden in der Berufswahl ein Vorbild gewesen.
Zusammen mit seinem Cousin Burnand ging er nach Paris und wurde dort Schüler von Alexandre Cabanel an der École des Beaux-Arts (EBA). Später unternahm er – ebenfalls mit Burnand – mehrere Studienreisen: Für einige Wochen durchstreiften sie die Normandie und hielten sich auch für einige Zeit in der Abtei Mont-Saint-Michel auf.

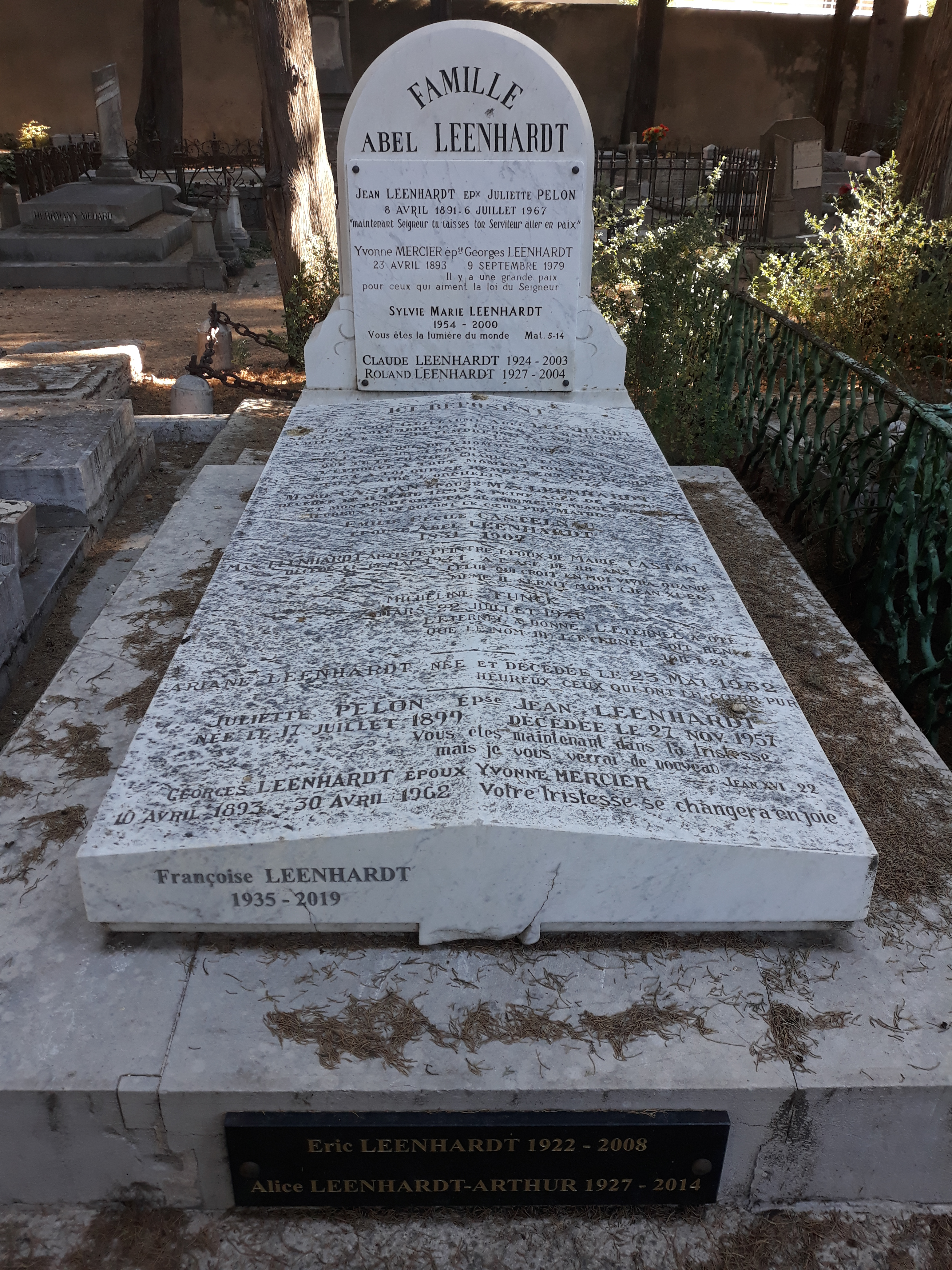
Das Grab von Max Leenhardt im Familiengrab auf dem Cimetière protestant in Montpellier.

Ebenfalls zusammen mit seinem Cousin Burnand unternahm Leenhardt nach dem Tod seines Vaters 1872 eine Studienreise nach und durch Österreich. Neben diesen gemeinsamen Reisen arbeiteten Leenhardt und Bunand auch öfters miteinander; ihre wohl bekannteste Zusammenarbeit war um 1900 die Ausgestaltung des Restaurants Le Train Bleu anlässlich der Weltausstellung in Paris.
1890 heiratete Leenhardt in seiner Heimatstadt Marie Castan (1867–1893), eine Tochter des Mediziners Alfred Castan (1836–1891) und hatte mit ihr zwei Söhne: Jean (1891–1967) und Georges (1893–1962). Er ließ sich in Montpellier nieder und eröffnete auch ein großes Atelier.
Max Leenhardt starb 1941 in Clapiers. Seine letzte Ruhestätte fand er im Familiengrab auf dem protestantischen Friedhof von Montpellier.

## Werke (Auswahl)
Buchillustration
- Michel Leiris: Gens de la grande terre. 1938.
- Présences. Plon, Paris 1945.

Ölgemälde
- Déjeuner sur l'herbe d'étudiants devant la cathédrale de Maguelone. 1884.
- Vue de Montpellier depuis Castries. 1920.
- Fuite des protestants à la révocation de l'Edit de Nanntes en 1685.

Porträts
- Portrait de Alfred Castan. 1890.
- Portrait de Joseph Marie Eugène Grasset. 1920.
- Portrait de Georges Rauzier.

## Ehrungen
- Der Place Max Leenhardt in Clapiers (Arrondissement Montpellier) wurde nach ihm benannt
- Die Rue Leenhardt in Montpellier wurde ebenfalls nach ihm benannt